# Andesia (noctuídeos)
Andesia é um gênero de traça pertencente à família Arctiidae.

## Espécies
- Andesia barilochensis
- Andesia errata
- Andesia huncalensis
- Andesia lurida
- Andesia oenistis